# 시로키타촌 (오사카부)
시로키타촌(일본어: 城北村)은 일본 오사카부 히가시나리군에 있던 촌이다. 현재의 오사카시 아사히구와 미야코지마구의 일부에 해당한다.

## 역사
- 1889년 4월 1일 - 정촌제 시행에 의해 히가시나리군 시로키타촌이 성립하였다.
- 1925년 4월 1일 - 오사카시에 편입해, 히가시나리구가 되었다.
- 1932년 10월 1일 - 분구에 의해 구촌 지역은 아사히구가 되었다.
- 1943년 4월 1일 - 분구에 의해 구촌 지역 중 조토 화물선 서쪽이 미야코지마구의 일부가 되었다.

## 교통

### 도로
현재는 한신고속 12호 모리구치선이 구촌 지역을 통과하지만 당시에는 미개통이었다.

### 철도
구촌 지역에 오사카히가시선이 지나갔고, 시로키타코엔도리역이 있지만 당시에는 전신인 조토가모쓰선 및 미야코지마 신호대 등 미개업. 

## 참고문헌
- 『日本現今人名辞典』日本現今人名辞典発行所、1903年。
- 大日本篤農家名鑑編纂所編『大日本篤農家名鑑』大日本篤農家名鑑編纂所、1910年。
- 交詢社編『日本紳士録 第26版』交詢社、1921年。
- 大阪府東成郡編『東成郡誌』大阪府東成郡、1922年。
- 司法省刑事局編『思想犯罪輯覧』司法省刑事局、1928年。
- 『角川日本地名大辞典 27 大阪府』。